# Крояч
Крояч (болг. Крояч) — село в Болгарии. Находится в Разградской области, входит в общину Лозница. Население составляет 124 человека.

## Политическая ситуация
В местном кметстве Крояч, в состав которого входит Крояч, должность кмета (старосты) исполняет Фатме Салиева Салимова (Движение за права и свободы (ДПС)) по результатам выборов правления кметства.
Кмет (мэр) общины Лозница — Айхан Мустафов Хашимов (ДПС) по результатам выборов в правление общины.